# Shūhei Ōtsuki
Shūhei Ōtsuki (japanisch 大槻 周平 Ōtsuki Shūhei; * 26. Mai 1989 in Fukuchiyama) ist ein japanischer Fußballspieler.

## Karriere
Ōtsuki erlernte das Fußballspielen in der Schulmannschaft der Fukuchiyama Seibi High School und der Universitätsmannschaft der Osaka-Gakuin-Universität. Seinen ersten Vertrag unterschrieb er 2012 bei Shonan Bellmare. Der Verein spielte in der zweithöchsten Liga des Landes, der J2 League. 2012 wurde er mit dem Verein Vizemeister der zweiten Liga und stieg in die J1 League auf. Am Ende der Saison 2013 stieg der Verein in die J2 ab. 2014 wurde er mit dem Verein Meister der J2  und stieg wieder in die erste Liga auf. Für den Verein absolvierte er 107 Ligaspiele. 2017 wechselte er zum Ligakonkurrenten Vissel Kobe. Für Vissel absolvierte er 33 Erstligaspiele. 2019 wechselte er für zwei Jahre zum Zweitligisten Montedio Yamagata. Für den Verein aus der Präfektur Yamagata absolvierte er 79 Zweitligaspiele. Im Januar 2021 verpflichtete ihn der ebenfalls in der zweiten Liga spielende JEF United Ichihara Chiba. Im Juli 2021 wechselte er auf Leihbasis zum Ligakonkurrenten Renofa Yamaguchi FC nach Yamaguchi. Hier absolvierte er 2021 zwölf Ligaspiele. Nach der Ausleihe wurde er von Renofa fest unter Vertrag genommen.